# Баша-Серданья
Баша-Серданья (кат. Baixa Cerdanya) — район (комарка) в Испании, входит в провинции Льейда и Жирона в составе автономного сообщества Каталония.

## Муниципалитеты
1. Альп
2. Бельвер-де-Серданья
3. Больвир
4. Дас
5. Фонтанальс-де-Серданья
6. Жер (Жирона)
7. Гильс-де-Серданья
8. Исоволь
9. Льес-де-Серданья
10. Льивия
11. Меранжес
12. Монтелья-и-Мартинет
13. Пратс-и-Сансор
14. Прульянс
15. Пучсерда
16. Риу-де-Серданья
17. Урус